# Jean-Jacques Burlamaqui

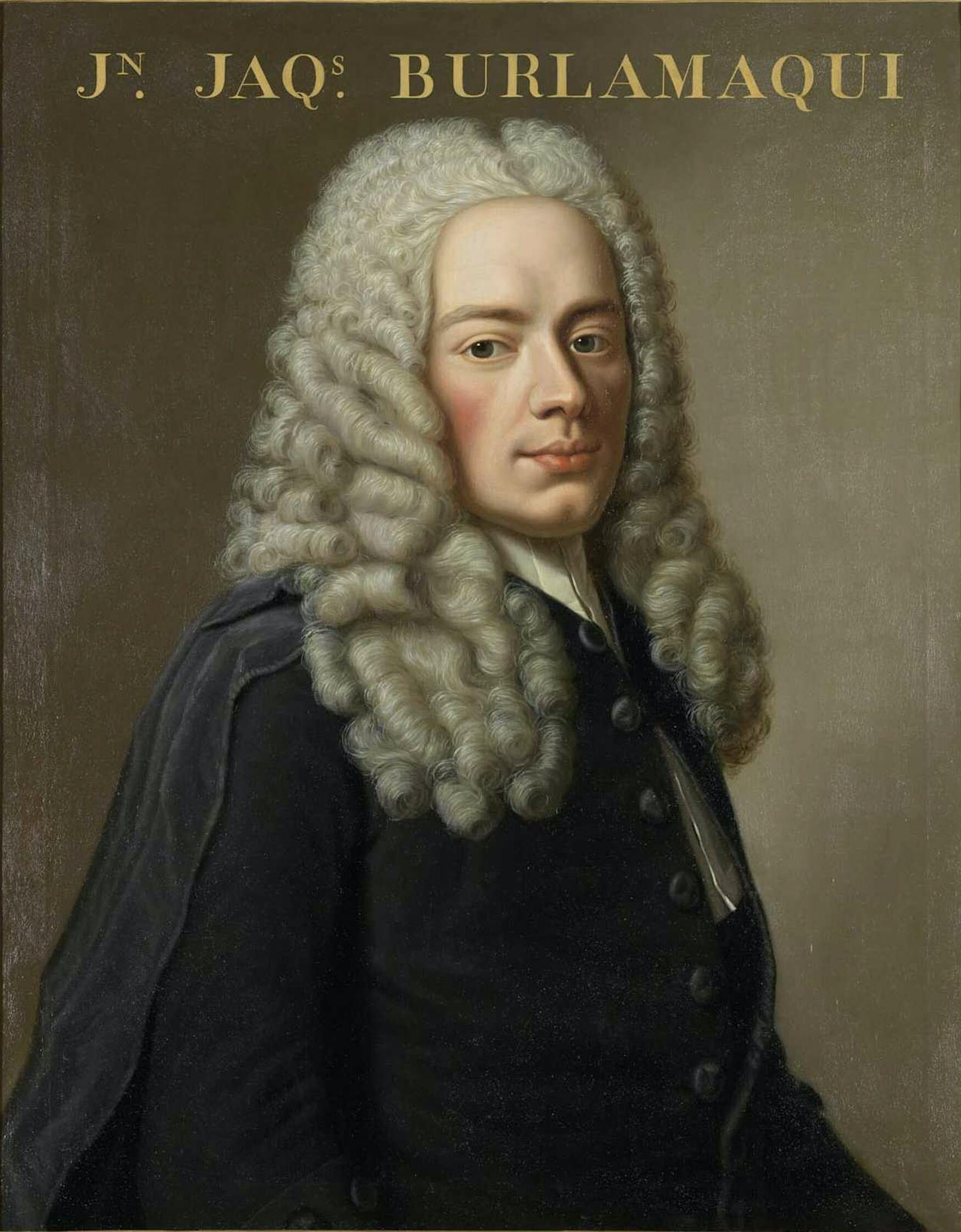
Portretschilderij door Robert Gardelle (1760)

Jean-Jacques Burlamaqui (Genève, 13 juli 1694 – aldaar, 3 april 1748) was een rechtsgeleerde, hoogleraar en auteur uit de republiek Genève. Zijn politieke theorie kende navolging bij de Amerikaanse revolutionairen. 

## Leven
Burlamaqui werd geboren in een calvinistische familie die in een ver verleden Lucca om religieuze redenen was ontvlucht. Na zijn rechtenstudies aan de Academie van Genève vestigde hij zich in 1716 als advocaat in zijn geboortestad en gaf hij ook privélessen. Op aangeven van zijn studenten werd hij op 25-jarige leeftijd benoemd tot honorair professor (1720-1723). Eerst maakte hij nog een reis door Frankrijk en Engeland tijdens dewelke hij vooraanstaande schrijvers opzocht, onder wie Jean Barbeyrac in Groningen.
Als docent burgerlijk recht en natuurrecht (1723-1739) stond Burlamaqui bekend om de eenvoud van zijn stijl en de nauwkeurigheid van zijn opvattingen. Naast zijn hoogleraarschap oefende hij ook politieke mandaten uit in de Raad van Tweehonderd (1720-1748) en de Raad van Zestig (1730-1748). Na vijftien jaar doceren trad hij in 1739 om gezondheidsredenen terug. Toch aanvaardde hij na lang aandringen nog een benoeming in de Kleine Raad (1742-1748). Hij bleef politiek actief tot zijn dood en toonde zich daarnaast een liefhebber van diverse kunsten. Onder zijn impuls werd in 1751 de tekenschool van Genève opgericht.

## Werk
Burlamaqui schreef twee werken die dankzij hun helderheid en structuur populaire handboeken werden. Het natuurrecht behandelde hij in Principes du droit naturel (1747) en het staatsrecht in Principes du droit politique (1751). Dit laatste en meest gevoelige boek werd postuum bezorgd door zijn vriend Jacob Vernet. Hij ging uit van een rationeel utilitarisme en bouwde voort op de theorieën van Hugo de Groot, Samuel von Pufendorf en Richard Cumberland. Tegenover zijn voorgangers was hij tegelijk completer en eenvoudiger. Hij meende dat geluk het ultieme doel was van de mens en dat de rede de weg ernaartoe wees. Inzake sociaal contract onderscheidde hij drie stadia. Zijn begrip van de scheiding der machten bevatte een aanzet tot rechterlijke toetsing en wordt beschouwd als verfijnder en praktischer dan dat van Montesquieu.
De tweedelige verzamelband Principes du droit naturel et politique (1763) verscheen in zeven talen en 64 edities. De Engelse vertaling werd gebruikt aan de universiteiten van Harvard en Princeton en beïnvloedde zo het constitutionalisme van de Amerikaanse Founding Fathers. In 1776 klonken zijn ideeën door in de Virginia Declaration of Rights en in de beroemde zin van de Amerikaanse Onafhankelijkheidsverklaring over de pursuit of happiness. Ook op de checks and balances in de Amerikaanse Grondwet van 1787 had hij impact.

## Voetnoten
1. ↑  J.J. Burlamaqui. Beginsels van het natuurlyk regt, waerin de algemeene gronden van 's mensen pligt, de aert en 't oogmerk der wet, de zedelykheit onzer daeden, de aenwezendheit van God, de natuur van 't geweten, de gevolgen van deugd en ondeugd, en de onsterffelykheit der ziele, uit het licht der reden betoogd, mitsgaders de gevoelens van Grotius, Pufendorf, Barbeyrac, Dr. Clarcke enz. nader overwogen worden. Te Haerlem, By Jan Bosch, boek- en papierverkooper, 1750. Uit het Fransch vertaeld, door Marten Schagen.
2. ↑  Jean-Jacques Burlamaqui. De burger en zijne rechten; de overheid en haare pligten; nevens de wetgeevende magt, en het recht van oorlog en vrede, naargespoord. Te Amsterdam, by Hendrik Gartman, 1791.
3. ↑  Ritchie Robertson (2022), The Enlightenment. The Pursuit of Happiness, 1680-1790, p. 928-929 (e-book)

- Bibsys: 1069549
- Biblioteca Nacional de España: XX1788443
- Bibliothèque nationale de France: cb11894586f (data)
- Catàleg d'autoritats de noms i títols de Catalunya: 981058517696306706
- CiNii: DA04927509
- Gemeinsame Normdatei: 100064604
- Historisch woordenboek van Zwitserland: 016279
- International Standard Name Identifier: 0000 0000 8161 8750
- Library of Congress Control Number: n84024452
- Nationale Bibliotheek van Tsjechië: mzk2009510477
- Nationale bibliotheek van Australië: 35742739
- Nationale Bibliotheek van Israël: 987007276860405171
- Nederlandse Thesaurus van Auteursnamen: 06993763X
- Réseau des bibliothèques de Suisse occidentale: 02-A003059411
- SNAC: w6x06n9c
- Système universitaire de documentation: 026759616
- Trove: 1066898
- Virtual International Authority File: 87575057
- WorldCat: E39PBJvd7DmC7rRrmhrFMFy8G3